# Culcasia sanagensis
Culcasia sanagensis är en kallaväxtart som beskrevs av Ntépé-nyamè. Culcasia sanagensis ingår i släktet Culcasia och familjen kallaväxter. Inga underarter finns listade.